# Самоходна артилерия
Самоходната артилерия (наричана още мобилна артилерия или локомотивна артилерия) е начин да се осигури мобилност на артилерията. В този термин влизат самоходните оръдия (или гаубици) и ракетната артилерия. Това са високо мобилни машини, най-често с гъсенични вериги, които носят голяма гаубица, полево артилерийско оръдие, минохвъргачка или пусково устройство за ракети или реактивни снаряди. Обикновено те служат за далекобоен непряк обстрел на бойното поле, при който между артилерийската система и целта няма пряка видимост. Самоходната артилерия е предназначена преди всичко за поразяване на жива сила, небронирана и бронирана техника на противника, разположени на открито, по обратни скатове, в оврази и укрития, за контрабатарейна борба, също и за унищожаване на наблюдателни пунктове и отбранителни съоръжения.
В миналото самоходната артилерия е включвала машини за пряк обстрел като щурмови оръдия и унищожители на танкове. Те са разполагали с тежка броня, като първите осигуряват огнева поддръжка на пехотата, а вторите са специализирани противотанкови машини.

## История
Самоходните артилерийски оръдия получават широко приложение в навечерието и хода на Втората световна война.
В Българската армия първите самоходни оръдия, 75-мм щурмови оръдия Д-47 и Д-48, са на въоръжение от 1943 г. в щурмовите отделения в Хасково и София. В периода 1944 – 1945 г. са получени първите съветски 76,2-мм самоходни оръдия САУ-76. През 60-те – 80-те г. на ХХ в. в Българската армия постъпват самоходните артилерийски системи БМ-21 Град, 2С3, 2С1 Гвоздика и самоходна минохвъргачка „Тунджа“.